# Philipp Ludwig Wenzel von Sinzendorff

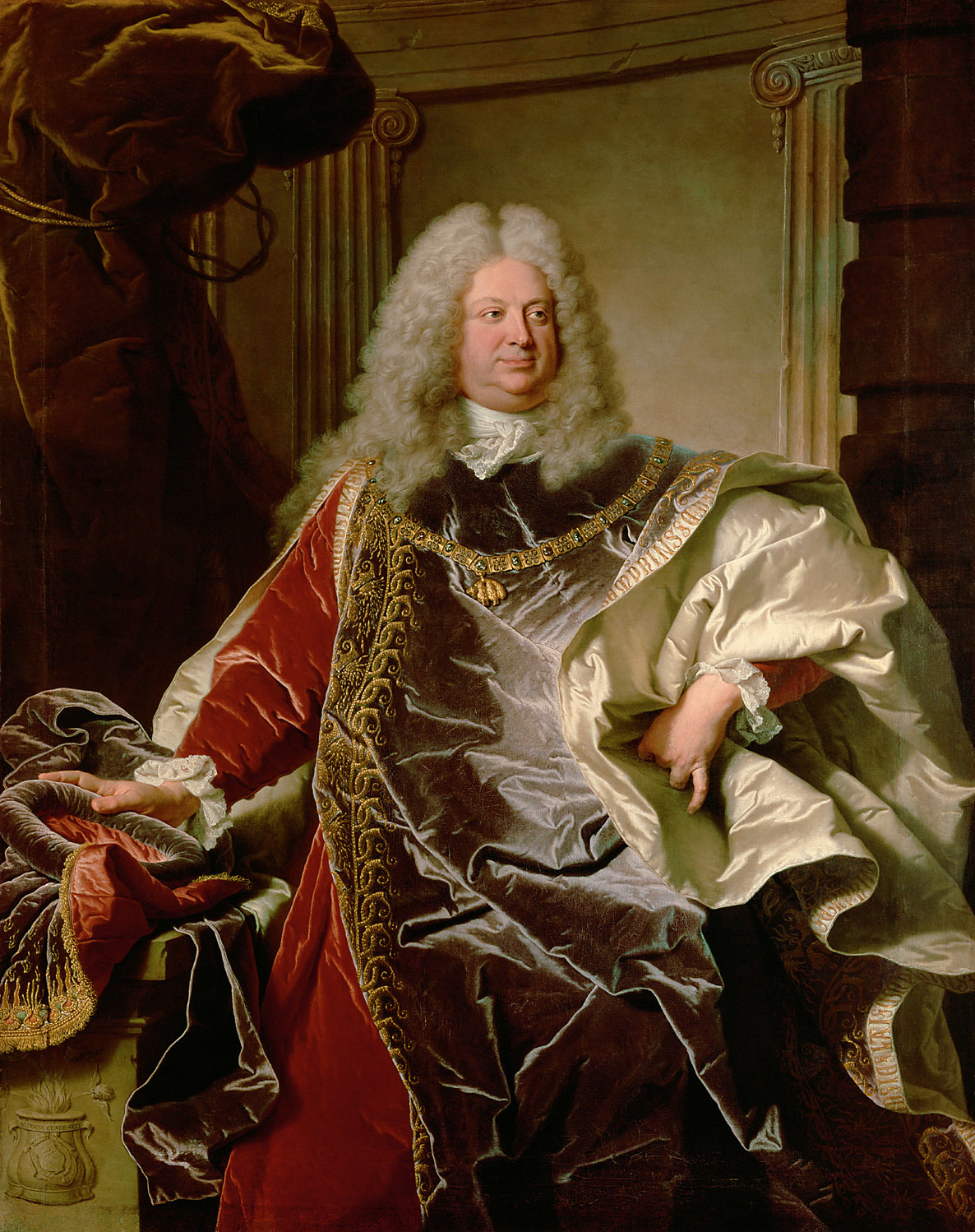
Philipp Ludwig Wenzel von Sinzendorff, malował Hyacinthe Rigaud w 1712

Philipp Ludwig Wenzel, hrabia von Sinzendorff (lub: Sinzendorf) (ur. 26 grudnia 1671 w Wiedniu, zm. 8 lutego 1742 tamże) – austriacki mąż stanu i dyplomata.

## Życiorys
Był synem hrabiego Georg Ludwig von Sinzendorff (1616-1681). Philipp urodził się jako najmłodszy z rodzeństwa i przeznaczony został do stanu duchownego. Cesarz Leopold I Habsburg dostrzegł wiedzę i wykształcenie młodzieńca i uczynił go cesarskim paziem.

### 1671-1708
Od roku 1695 był Sinzendorff członkiem Reichshofrathcollegium, a od 1701 roku rzeczywistym radcą dworu.
W latach 1699–1701 austriacki poseł w Paryżu. Był cesarskim komisarzem Limburgii i Liège w latach 1702–1705. W 1704 roku był z królem rzymskim-przyszłym cesarzem Józefem (I) w obozie w Landau in der Pfalz.
Od 1705 Kanclerz dworu (Hofkanzler). Stanowisko to osiągnął ponieważ Józef I Habsburg go bardzo cenił. W 1706 roku w holenderskim mieście Haga on, Holendrzy i dowódca angielski John Churchill. Udało mu się wówczas przeforsować stanowisko Austrii by odrzucić propozycje pokojowe z Francji i Bawarii, którą Austria chciała zmiażdżyć i podbić.

### 1709-1714
Gdy Francja przegrywała wojnę, pojechał znów (1709) do Hagi, gdzie w imieniu Austrii zażądał od Francuzów i Ludwika XV, by ten usunął swego wnuka Filipa V z tronu Hiszpanii. Ludwik XIV nie zdecydował się na takie poniżenie. Austriacy zamierzali maksymalnie osłabić Francję, więc być może takiej odpowiedzi oczekiwali.
9 stycznia 1712 roku cesarz Józef I Habsburg nadał mu Order Złotego Runa.
Plenipotent austriacki na kongres w Utrechcie (1712–1713). Podpisał w imieniu Austrii (1713) pokój w Utrechcie.

### 1715-1742
28 stycznia 1728 roku otworzył swą mową w imieniu cesarza Karola VI kongres w Soissons. W przemowie pozdrowił przede wszystkim francuskiego ministra André Hercule’a de Fleury’ego. Kongres nie przyniósł jednak rozstrzygnięć po myśli Austriaków.
W 1734 roku prowadził negocjacje w sprawie polityki religijnej na Węgrzech z protestanckimi Węgrami. Philipp Ludwig Wenzel von Sinzendorff zmarł w 1742 roku. W tym samym roku zmarł też inny szermierz polityki europejskiej brytyjski premier Robert Walpole, a rok potem Fleury.
Był jednym z głównych aktorów sceny politycznej pierwszej połowy XVIII wieku.
Jego syn Philipp Ludwig von Sinzendorf był biskupem wrocławskim.